# Michel Plasse
Michel Pierre Plasse, född 1 juni 1948 i Montréal, död 30 december 2006, var en kanadensisk professionell ishockeymålvakt som tillbringade elva säsonger i den nordamerikanska ishockeyligan National Hockey League (NHL), där han spelade för ishockeyorganisationerna St. Louis Blues, Montreal Canadiens, Kansas City Scouts, Pittsburgh Penguins, Colorado Rockies och Quebec Nordiques. Han släppte in i genomsnitt 3,79 mål per match och hade två nollor (match utan insläppt mål) på 298 grundspelsmatcher. Plasse spelade också för Cleveland Barons, Nova Scotia Voyageurs, Hershey Bears, Hampton Gulls, Philadelphia Firebirds och Binghamton Whalers i American Hockey League (AHL) och Kansas City Blues och Fort Worth Texans i Central Hockey League (CHL).
Han draftades av Montreal Canadiens i första rundan i 1968 års draft som första spelare totalt. Plasse vann en Stanley Cup med dem för säsongen 1972–1973.
Den 30 december 2006 avled Plasse av hjärtinfarkt.